# Holger Ernst
Holger Ernst (* 1972) ist ein deutscher Filmregisseur und Drehbuchautor. Er lebt derzeit in Berlin und Los Angeles.

## Biografie
Holger Ernst studierte 1994 bis 2001 an der Kunsthochschule Kassel und schloss sein Studium mit einer Spezialisierung in Drehbuch und Regie ab. Seit 1992 lebt er in Deutschland und den USA. Er inszenierte eine Vielzahl von Kurzfilmen und Werbung, die unter anderem auf den Filmfestivals von Cannes, Berlin, Venedig, Toronto, Montreal, New York, Paris, Tokio Preise gewannen.
Der von den Kritikern gefeierte Film Rain is Falling war im Rahmen der Berlinale und in Venedig zu sehen und wurde unter anderem mit dem BAFTA/LA Award for Excellence und mit dem Max-Ophüls-Preis des Filmfestivals Saarbrücken ausgezeichnet und war für den Europäischen Filmpreis nominiert. Ernst erhielt zahlreiche nationale und internationale Nominierungen und Auszeichnungen für seine Drehbücher Das Leben geht weiter, Familie - Demontage einer Seele und Wir sind die Größten.
The House is Burning (produziert von Reverse Angle International: Wim Wenders, Peter Schwartzkopff), koproduziert von Oscar-Gewinner Alex Gibney ist sein Debüt als Spielfilm-Regisseur und feierte auf dem Filmfestival in Cannes 2006 seine Weltpremiere im offiziellen Programm. Kinostart in Deutschland war am 16. November 2006.
Auf internationalen Festivals konnte der Film Preise in Wrocław, Hoboken und Seoul gewinnen und wurde von der FBW mit dem Prädikat „Besonders Wertvoll“ ausgezeichnet.
Zurzeit arbeitet er an weiteren nationalen und internationalen Filmprojekten, darunter das Drama D.O.P.E. – Dreaming Of Paradise Europe für Reverse Angle International, das Drama Cold War und Ivory mit der US-Produktionsfirma Occupant Films sowie ein weiteres internationales Filmprojekt zusammen mit Guillermo Arriaga.
Für Werbefilme wird Holger Ernst von der Berliner Produktionsfirma Jo!Schmid vertreten, für Spielfilme und Fernsehen von der Agentur Spielkind.

## Auszeichnungen
- 1998: Talent-Förderung durch das Kuratorium junger deutscher Film
- 2000: Hessischer Filmpreis 2000 (Das Leben geht weiter) – Best Screenplay
- 2001: Selected by EXPORT UNION OF GERMAN CINEMA: for their Program “Next Generation 2001” (Kleine Fische / Little Fish)
- 2001: Gewinner Best Short Film Award WFF Montreal (Kleine Fische) (1/2)
- 2001: Goldener Herkules 2001 (Kleine Fische)
- 2001: Hessischer Filmpreis 2001 (Kleine Fische)
- 2003: vorgeschlagen zum Deutschen Filmpreis 2003: (best unfilmed Screenplay): WIR SIND DIE GRÖSSTEN
- 2003: Gewinner of the Commercial Competition GOOD FILM FOOD (NATUR PUR)
- 2004: vorgeschlagen zum Deutschen Filmpreis 2004: (best unfilmed Screenplay): FAMILIE – DEMONTAGE EINER SEELE
- 2004: Official Competition 61. Mostra Intern. Filmfestival Venedig (Rain is Falling)
- 2004: Gewinner „A l'Affiche du Monde“, Paris (Rain is Falling)
- 2004: Gewinner UIP-Prize Valladolid, Spanien (Rain is Falling) (nominated for European Filmprize 2005)
- 2004: Gewinner TSR-Prize, Genf, Schweiz (Rain is Falling)
- 2004: Gewinner „Opere Nuove“ Prize, Bozen, Italien (Rain is Falling)
- 2005: Gewinner “Max-Ophüls-Preis” Saarbrücken, Deutschland (Rain is Falling)
- 2005: Special Mention AlpeAdriaCinema Trieste, Italien (Rain is Falling)
- 2005: Gewinner Friedrich-Wilhelm-Murnau-Preis (Rain is Falling)
- 2005: Gewinner Palmares San Roque (Rain is Falling)
- 2005: Gewinner „Best Cinematography“ Aspen (Rain is Falling)
- 2005: BAFTA „Award for Excellence“ Aspen (Rain is Falling)
- 2005: Gewinner Remi Bronze Award Worldfilmfest Houston (Rain is Falling)
- 2005: Gewinner Argenkino Buenos Aires (Rain is Falling)
- 2005: Special Mention Festroia Setubal (Rain is Falling)
- 2005: Gewinner Award Francisco García de Paso, Huesca (Rain is Falling)
- 2005: Special Mention of the Jury of the Youth, Huesca (Rain is Falling)
- 2005: Gewinner One-World-Filmprize Cologne, Deutschland (Rain is Falling)
- 2005: Gewinner Grand Prix Crested Butte Reel Filmfestival, USA (Rain is Falling)
- 2006: Gewinner International Filmfestival Teheran, Iran (Rain is Falling)
- 2006: Gewinner International Filmfestival FAJR, Iran (Rain is Falling)
- 2006: Gewinner International Filmfestival EcoVision Palermo, Italien (Rain is Falling)
- 2006: Gewinner MedWet Award International Filmfestival Athens, Griechenland (Rain is Falling)
- 2006: Worldpremiering THE HOUSE IS BURNING in the Official Selection CANNES Intern. Filmfestival
- 2006: Gewinner Jury Award Intern. Filmfestival Seoul, Südkorea (THE HOUSE IS BURNING)
- 2006: Gewinner Grand Prix YoungFilmFestival, Polen (THE HOUSE IS BURNING)
- 2007: Gewinner WetWest Filmfestival, Neuseeland (Rain is Falling)
- 2007: Gewinner Best Film International Cinemountain Cervino, Italien (Rain is Falling)
- 2007: Gewinner Best Film International Filmfestival Hoboken, USA (THE HOUSE IS BURNING)
- 2007: Gewinner Best Film International Festival du Film Ecologique Bourges, Frankreich (FACES)
- 2007: Deutscher Wirtschaftsfilmpreis (FACES)
- 2008: Gewinner Best Film International Filmfestival San Roque, Spanien (FACES)
- 2008: Czech Radio Award One World International Filmfestival (FACES)
- 2008: Friedrich-Wilhelm-Murnau Preis (FACES)

## Filmografie
- 1997 – Argus
- 1998 – Der blaue Engel oder die Angst der Martha S.
- 1999 – Kleistronik
- 2000 – Kleine Fische
- 2001 – Liebst du mich?
- 2003 – Natur Pur
- 2004 – Rain Is Falling
- 2006 – The House is Burning
- 2007 – Faces
- 2008 – The cost of Demand

## Screenplays (Langfilm)
- Das Leben geht weiter
- Familie – Demontage einer Seele
- Wir sind die Groessten
- The house is burning
- Cold War
- D.O.P.E.